# Choroba Huntingtona
Choroba Huntingtona (dawniej pląsawica Huntingtona, łac. chorea chronica hereditaria progressiva, ang. Huntington's disease, chorea progressiva maior, HD) – choroba genetyczna ośrodkowego układu nerwowego objawiająca się zaburzeniami ruchowymi, zaburzeniami psychicznymi oraz otępieniem. Choroba Huntingtona ma przebieg postępujący. Początek zazwyczaj objawia się między 30. a 50. rokiem życia. Choroba występuje rodzinnie i dziedziczona jest autosomalnie dominująco. Występuje z częstością około 8,2–9,0 na 100 000 (USA i kraje europejskie).

## Historia
Nazwa choroby pochodzi od nazwiska amerykańskiego lekarza George'a Huntingtona, który dokładnie opisał ją w 1872. Choroba znana była jednak wielu innym lekarzom przed Huntingtonem. Norweski lekarz Johan Christian Lund w 1860 roku przedstawił opis przypadków pląsawicy wśród mieszkańców wioski Setesdal w południowo-zachodniej Norwegii. W Norwegii choroba Huntingtona znana jest także jako setesdalsrykkja.

## Epidemiologia
Choroba ujawnia się w późnym wieku (na ogół u osób w wieku 30 - 50 lat). Młodzieńcza odmiana choroby (postać Westphala) dotyczy ludzi przed 20. rokiem życia. Od momentu rozpoznania średni czas przeżycia wynosi 15-20 lat. Częstość występowania choroby Huntingtona szacuje się na 8,2–9,0:100 000 (4–15:100 000 w 2015; 2013 – USA: 4,1–8,4, większość krajów europejskich: 1,63–9,95).

## Etiologia
Przyczyną choroby jest mutacja w genie IT15 (huntingtin) kodującym białko huntingtynę, położonym na krótkim ramieniu chromosomu 4. Choroba dziedziczona jest w sposób autosomalny dominujący. Oznacza to, że statystycznie połowa potomstwa chorego na pląsawicę odziedziczy zmutowany allel powodujący chorobę. Zmutowany allel genu utrzymuje się w populacji ze względu na późne wystąpienie objawów choroby. Około 10% przypadków spowodowanych jest mutacją de novo.
Mutacja polega na ekspansji trójki nukleotydowej CAG (kodon oznaczający aminokwas glutaminę). Powoduje to, że w sekwencji aminokwasowej huntingtyny pojawia się długi ciąg glutamin. Jeśli powtórzeń trójki CAG jest więcej niż 35, mutacja staje się niestabilna i przy kolejnych podziałach komórkowych liczba powtórzeń się zwiększa. W związku z tym w kolejnych pokoleniach ciąg glutamin w białku jest coraz dłuższy, a co za tym idzie, objawy choroby pojawiają się wcześniej i są silniejsze. Takie zjawisko nazywa się antycypacją. W chorobie Huntingtona ekspansja trójnukleotydów jest znacząco większa przy przekazaniu mutacji od ojca.
Nieprawidłowe białko gromadzi się w komórkach nerwowych, powodując ich śmierć. Przypuszcza się, że neurotoksyczność zmutowanej huntingtyny wiąże się z dysfunkcją mitochondriów, jednak dokładny mechanizm patogenezy nie jest znany. Zmiany dotyczą przede wszystkim jądra ogoniastego, skorupy i kory mózgowej.

## Rozpoznanie

Obraz MRI głowy pacjenta, u którego doszło do zaniku głowy jądra ogoniastego, powiększenia komór bocznych i zaniku kory mózgu

Diagnozy dokonuje się na podstawie objawów klinicznych. W badaniach obrazowych (TK i MRI) stwierdza się poszerzenie układu komorowego mózgowia, z charakterystycznym obrazem komór bocznych, mających kształt „skrzydeł motyla”. 
Badania genetyczne mogą dać odpowiedź, czy pacjent ma zmutowany allel genu, także zanim wystąpią objawy choroby. Możliwe są również genetyczne badania prenatalne.

### Diagnostyka preimplantacyjna
Diagnostyka preimplantacyjna (PGD) pozwala wykryć mutację jeszcze przed implantacją zarodka w jamie macicy. W przypadku obecności mutacji, można zrezygnować z implantacji zarodka obciążonego tą jednostką chorobową.

## Różnicowanie
Diagnostyka różnicowa choroby Huntingtona obejmuje:
- inne choroby uwarunkowane genetycznie, takie jak:
  - neuroakantocytoza
  - choroba Wilsona
  - typ 17 ataksji rdzeniowo-móżdzkowej
  - choroba podobna do pląsawicy Huntingtona (HDL2);
- wtórne ruchy pląsawicze
- zakażenia i choroby autoimmunologiczne:
  - pląsawica Sydenhama
  - toczeń rumieniowaty układowy
  - zapalenie mózgu;
- działanie niepożądane leków (lewodopa, cholinolityki)
- zaburzenia metaboliczne i endokrynologiczne (m.in. pląsawica ciężarnych)
- choroby naczyniowe - objawy podobne do pląsawicy (hemibalizm, balizm) może dać np. udar niedokrwienny w okolicy jądra niskowzgórzowego.

## Objawy i przebieg
Do objawów choroby Huntingtona należą:
- niekontrolowane ruchy (ruchy pląsawicze)
- pojawienie się drżenia rąk i nóg
- zmniejszenie napięcia mięśni (nie dotyczy postaci młodzieńczej, w której napięcie mięśni jest wzmożone)
- postępujące zaburzenia pamięci, otępienie
- zmiany osobowości
- drażliwość (38–73%)[9]
- apatia (34–76%)[9]
- lęk (34–61%)[9]
- obniżony nastrój (33–69%)[9]
- obsesje i kompulsje (10–52%)[9]
- objawy psychotyczne (omamy, urojenia) (3–11%)[9]

Przebieg jest powolny i postępujący. Z czasem pojawiają się zaburzenia mowy i połykania, a chory staje się uzależniony od pomocy innych ludzi. Zachłystowe zapalenie płuc spowodowane zaburzeniami połykania jest pierwszą przyczyną śmierci pacjentów z HD, odpowiadając za 85% zgonów. W 9% przypadków przyczyną śmierci jest samobójstwo.

## Leczenie
Jak na razie nie ma skutecznych metod leczenia tej choroby. Stosuje się jednak leczenie objawowe mające na celu złagodzenie zaburzeń ruchowych, objawów psychotycznych czy depresyjnych. W 2008 roku FDA zgodziła się na rejestrację tetrabenazyny w chorobie Huntingtona.